# Premis ESLAND
Els Premis ESLAND són una cerimònia anual de lliurament de premis a la creació de continguts d'Espanya, Amèrica Llatina i Andorra, organitzada pel YouTuber i el streamer espanyol David Cánovas Martínez "TheGrefg". Els guanyadors de cada premi són elegits per votació pública i entre els millors creadors de continguts de la comunitat hispanoparlant.
La primera edició va tenir lloc el 17 de gener del 2022 al Palau de la Música Catalana, Barcelona, i es va retransmetre en directe a través del canal de Twitch del streamer. Amb més d'un milió seixanta mil espectadors, esdevingué la tercera retransmissió més vista de la plataforma.
"ESLAND" és un acrònim que fa referència a "Espanya", "Llatinoamèrica" i "Andorra".

## Edicions
El 4 de desembre del 2021, The Grefg va anunciar l'arribada dels Premis Esland a través del seu compte de Twitter. Allà va detallar que tindrien lloc el 17 de gener de l'any següent, de 18:00 a 23:00 (CET). El guanyador de cada premi seria elegit per votació pública, a través del web, i els vots privats de “150 dels creadors de continguts més importants de la comunitat hispanoparlant”.
L'esdeveniment va ser presentat pel mateix TheGrefg, que el va qualificar com "el projecte més important de la seva vida". D'altra banda, alguns mitjans ho van considerar "el Goya de Twitch" o "del món streamer".
TheGrefg va afirmar que en una suposada segona edició, l'Esland se celebraria a Llatinoamèrica per "tenir cobertura mundial. Serà el 29 de gener de 2023 a l'Auditori Nacional de Ciutat de Mèxic.
| N | Data           | Ubicació                    | Ciutat                    |
| - | -------------- | --------------------------- | ------------------------- |
| 1 | 17 gener 2022  | Palau de la Música Catalana | Barcelona, Catalunya      |
| 2 | 29 gener 2023  | Auditori Nacional           | Ciutat de Mèxic, Mèxic    |
| 3 | 17 febrer 2024 | per determinar              | Andorra la Vella, Andorra |

## Polèmica
El 19 de gener del 2022 es va fer viral un clip del streamer Folagor, que mostrava el seu desacord amb els nominats a la categoria de "jugador de rol de l'any", qualificant-los de "puta merda". La polèmica es va estendre a Twitter amb un altre clip, en què deia que la streamer Biyin, nominada com a "streamer revelació", es va fer famosa "per ser la núvia d'AuronPlay", per la qual cosa no entenia la raó de la seva nominació. Després que altres streamers es pronunciessin sobre això, en una emissió, Folagor es va disculpar per les seves expressions, va explicar que el clip de Biyin estava "tret de context" i, encara mantenint la seva opinió, va subratllar que "haurien d'haver estat altres persones les nominades".